# Louis François Antoine Arbogast
Louis François Antoine Arbogast (* 4. Oktober 1759 in Mutzig, Elsass; † 8. April 1803 in Straßburg) war ein französischer Mathematiker.

## Leben  und Wirken
Über die Kindheit und Jugend von Arbogast ist wenig bekannt. 1787 wurde er Professor der Mathematik am Collège in Colmar. 1789 ging er an die École d’Artillerie in Straßburg. Etwas später wurde er außerdem Professor der Physik am Collège Royal, wo er von April bis Oktober 1791 Rektor war. Anschließend wurde er zum Rektor der Universität Straßburg berufen. Ab 1794 war er Professor an der École centrale, die 1795 in École polytechnique umbenannt wurde. Er lehrte an der École préparatoire dieser Grande école.
Arbogast wurde durch seine Arbeiten zur Infinitesimalrechnung bekannt.
Während seiner Zeit in Colmar reichte er bei der Russischen Akademie der Wissenschaften in Sankt Petersburg zu einer von dieser Akademie gestellten Preisaufgabe eine mathematische Abhandlung ein, die ein spezielles Problem der Lösung von Differentialgleichungen behandelte. Er gewann den ersten Preis und wurde im Oktober 1791 zum auswärtigen korrespondierenden Mitglied der Petersburger Akademie gewählt.
Arbogast war der erste Mathematiker, der die Beziehung von Algebra und Analysis erkannte und  in seinem 1800 erschienenen Buch Du calcul des dérivations darstellte. Er schuf damit die Grundlage der Operatorenrechnung, die darauf beruht, dass die auszuführende mathematische Operation durch ein Symbol dargestellt und formal von dem Objekt getrennt wird, auf das die Operation angewandt werden soll. Dieses Symbol interpretierte er als eigenständige Größe, wodurch übliche algebraische Rechnungen möglich sind. So verallgemeinerte er die Kettenregel für höhere Ableitungen und formulierte fünf Jahrzehnte vor Francesco Faà di Bruno dessen Formel.
Seit 1792 war Arbogast Mitglied der Académie des sciences. Er war befreundet mit dem Mathematiker François Français, mit dem er zur Differentialrechnung arbeitete. Nach dem Tod Arbogasts erbte François Français dessen Aufzeichnungen und mathematische Manuskripte.
Vom 31. August 1791 bis 20. September 1792 war er Abgeordneter des Département Bas-Rhin in der Gesetzgebenden Nationalversammlung und vom 6. September 1792 bis 26. Oktober 1795 Mitglied des Nationalkonvents. In seiner Funktion als Abgeordneter war er dafür verantwortlich, dass in Frankreich 1793 das metrische Einheitensystem eingeführt wurde.
Er starb am 8. April 1803 in Straßburg. In einigen Quellen wird als Todestag der 18. April genannt.

## Schriften
- Du calcul des dérivations. Levrault, Straßburg 1800.